# Hopsin
Marcus Jamal Hopson (født 18. juli 1985), bedre kendt som Hopsin, er en amerikansk rapper, producer og skuespiller fra Panorama City, Los Angeles, Californien.

## Tidlige liv
Marcus Hopson blev født den 18. juli 1985 og opvoksede i Panorama Citys kvarter i Los Angeles. Han gik på James Monroe High School, hvor han blev placeret i special klasse. Hopsin har været en ivrig skateboarder siden en alder af tolv, som mange af hans musikvideoer har ham skateboarding.

## Filmografi

### Film
| Titel                                           | År   | Rolle            | Andre noter       |
| ----------------------------------------------- | ---- | ---------------- | ----------------- |
| Max Keeble's Big Move                           | 2001 | Pizza Parlor Guy | Ekstra            |
| Fame                                            | 2009 | Senior Rapper    | Støtte rolle      |
| Bomb the World                                  | 2010 | Face             | Medvirkende rolle |
| Independent Living: The Funk Volume Documentary | 2013 | Ham selv         | Medvirkende rolle |

### TV
| Titel               | År   | Rolle   |  |
| ------------------- | ---- | ------- |  |
| Murder In The First | 2015 | Fatty B |  |

### Computerspil
| Titel            | År   | Rolle    | Konsol            |
| ---------------- | ---- | -------- | ----------------- |
| Battle Rap Stars | 2011 | Ham selv | Android og iPhone |